# Luis Alegre Saz
Luis Alberto Higinio Alegre Saz (Lechago, Terol, 11 de gener de 1962) és un escriptor, professor, cineasta i presentador de televisió espanyol.

## Biografia
El seu pare, Alberto Alegre Domingo (7/8/1927-7/8/2006), era treballador agropecuari, i la seva mare, Felicitas Saz Gil (18/6/1925-1/7/2018), treballava netejant cases.
Va ser becat a estudiar a la Universitat Laboral de Xest, València. A l'internat on va viure va ser l'encarregat del cineclub. En 1980 va anar a viure a Saragossa i va estudiar Empresarials. Va aconseguir la llicenciatura en 1985. En 2006 va obtenir el Diploma d'Estudis Avançats (DEA).
A l'octubre de 1985 va ser contractat en concurs públic com a Professor Ajudant en dedicació exclusiva del Departament d'Economia i Direcció d'Empreses (Àrea Organització d'Empreses). A l'octubre de 1987 va ser contractat com a Professor Titular Interí de l'àrea d'Organització d'Empreses a l'Escola Universitària d'Enginyeria Tècnica Industrial de Saragossa. Al març de 1989 va obtenir en concurs públic la plaça de Professor Titular d'Escola Universitària en l'àrea d'Organització d'Empreses.
Des de llavors ha impartit diverses assignatures a l'Escola Universitària d'Enginyeria Tècnica Industrial (EUITI), anomenada Escola d'Enginyeria i Arquitectura des de 2011.
Des dels anys 80 col·labora en nombrosos mitjans de comunicació. Entre 1999 i 2002 va ser codirector i guionista, al costat de la periodista Concha García Campoy, de La gran ilusión, el programa que la cadena Tele 5 va dedicar al cinema espanyol.
A Aragón Televisión, la cadena autonòmica aragonesa, va presentar i va dirigir l'espai d'entrevistes El Reservado entre 2006 i 2010, i La noche de, un programa de reportatges cinematogràfics, entre 2010 i 2012.
En 2011 va col·laborar també en el diari esportiu As, a Heraldo de Aragón, a Radio Zaragoza i a la Cadena SER, a l'espai A vivir que son dos días que dirigia Montserrat Domínguez. Més endavant col·laborà amb el programa A vivir Aragón dirigit per Miguel Mena.
Director del Festival de Cinema i de la Mostra de Cinema de Tudela i col·laborador del Festival de Màlaga, de la Mostra de Cinema de Jaén, del Festival de Cinema d'Osca, de la Setmana de Cinema de Melilla i de les Jornades de Cinema de La Almunia de Doña Godina (Saragossa).
Entre 1996 i 1999 va dirigir, secundat per l'ajuntament de Saragossa, un cicle de col·loquis amb personatges del cinema espanyol (Yo confieso) en el qual van participar més de 80 personalitats del cinema d'aquell país. Fernando Fernán Gómez, Paco Rabal, Imperio Argentina, Santiago Segura, Javier Bardem o Penélope Cruz fvan ser alguns dels convidats. El cicle es va reprendre en 2002 amb el nom de La buena estrella i va passar a ser organitzat per la Universitat de Saragossa. Des de llavors altres 175 personatges del cinema espanyol han acudit a Saragossa per a conversar del seu treball amb els espectadors. El març de 2011 es va celebrar l'edició número 100 d'aquest cicle, protagonitzada per Fernando Trueba.
Al febrer de 2016 va obtenir el doctorat amb la seva tesi El cine en España y su público.
| « | Cada persona, cada esdeveniment, cada treball, et dona oportunitat de conèixer gent. Calculo que coincideixo amb unes 200 persones a l'any, per això dic que encara tinc pocs amics. M'atreuen la bondat, la bellesa, el talent, l'encant, m'interessa la gent interessant i, quan la trobo, vull conèixer-la i conservar-la. | » |

## Obres escrites
- Besos robados. Pasiones de cine, 1994.
- El apartamento/Belle Époque, Editorial Dirigido. Barcelona, 1997.
- Vicente Aranda: la vida con encuadre, Festival de Cine de Huesca, 2002.
- Maribel Verdú: la novia soñada, Festival de Cine de Lorca, 2003.
- Cerca de casa, 2014. Autobiografia de la seva infància en la qual fa un homenatge a la seva família. En la portada apareix cantant de nen pujat a una taula.[3]

## Actor

### Pel·lícules
- La vaquilla, 1985, dirigida per Luis García Berlanga.
- La mujer cualquiera, 1994. Episodi dirigit per José Luis García Sánchez de la Sèrie de televisió La mujer de tu vida 2.
- El seductor, 1995.
- Airbag, 1997, dirigida per Juanma Bajo Ulloa.
- Tranvía a la Malvarrosa, 1997.
- Obra maestra, 2000, dirigida per David Trueba.
- Bienvenido a casa, 2006.[6]
- Bendita calamidad, 2015, dirigida per Gaizka Urresti. Aquí interpreta a un regidor de Tarassona.

### Curtmetratges
- Perturbado, 1993.
- La sopa, 1998, Josean Pastor.
- ¿Quieres que te lo cuente?, 1998.[6] Pel·lícula d'humor surrealista dirigida per Javier Jurdao i l'humorista Faemino on Luis Alegre interpretava a un Adolfo Hitler que cantava "La bien pagá", una cançó que també va entonar en el seu cameo a Airbag, 1997,, la popular pel·lícula de Juanma Bajo Ulloa.

## Director
- La silla de Fernando, (2006). Director al costat de David Trueba. Pel·lícula que recull converses amb l'actor Fernando Fernán Gómez. Va ser candidata en 2007 a la Goya a la millor pel·lícula documental als premis Goya i a les medalles del Cercle d'Escriptors Cinematogràfics.[7]

## Reconeixements
- 1990. Pregoner de les festes de Calamocha. Pregoner de les festes de Lechago.
- 1998. Premi Alfons X el Batallador concedit per l'Associació Cultural Peña la Unió de Calamocha (Terol).
- 2001. Distingit com a soci d'honor de l'Associació Cultural Amics de Florián Rey de l'Almunia de Doña Godina.
- 2001. Premi del Festival de Fuentes de Ebro.
- 2002. Distingit com a Fill Adoptiu de Saragossa per l'Ajuntament de Saragossa.
- 2005. Premi del Festival de Joves Realitzadors de Saragossa.
- 2007. Premi Especial de l'Associació de la Premsa d'Aragó a la seva trajectòria professional. L'Associació destaca el fet de haver-se erigit un referent inexcusable per als qui treballem en els mitjans de comunicació aragonesos i en un ambaixador de luxe per a Aragó.
- 2007. Premi Aragonès de Mèrit en Art concedit per la Reunió de Comunitats Aragoneses en l'Exterior.
- 2008. Premio Passió pel cinema del Festival de Cinema Solidari de Càceres.
- 2008. Medalla d'Or de Santa Isabel de la Diputació Provincial de Saragossa, la màxima distinció de la institució aragonesa. Se subratlla la seva condició de personalitat imprescindible del cinema espanyol.
- 2009. En les Jornades de Cinema de l'Almunia de Doña Godina, rep, al costat de David Trueba, el primer premio Vila L'Almunia de les Arts, en reconeixement de la seva trajectòria i a la seva col·laboració en les jornades.
- 2011. S'inaugura amb el seu nom un Pavelló Polivalent en Lechago, el seu poble natal.
- 2011 En la IX Mostra de Curts de Delicias (Saragossa) rep de l'Associació de Cineastes Aragonesos un premi honorífic com a tribut a tota una carrera i al seu compromís amb el cinema, a més de reconèixer el fet que sigui una de les personalitats que més ha donat suport al cinema a Aragó i que s'hagi consolidat com una figura important del panorama audiovisual espanyol.
- 2012. Rep el Premi Simón d'Honor en la I Gala del Cinema Aragonès.[4]